# Дания на «Евровидении-1992»
Дания участвовала в тридцать седьмом выпуске телевизионного конкурса Евровидение-1992, который проходил 9 мая в Мальмё, Швеция. Страну представляли Лотте Нильссон и Кенни Любке с песней Alt det som ingen ser ("Все, что никто не видит"), написанной Карстеном Вармингом. По итогам голосования Нильссон и Любке заняли 12-е место из 23, набрав 47 очков. Тем не менее, Alt det som ingen ser стала предшественницей датской заявки на Евровидение-1993 Under stjernerne på himlen в исполнении Томми Зибаха. Конкурс был показан DR на канале DR1 с комментариями Йоргена де Милуса. Глашатаем от Дании был Бент Эниус.

## До «Евровидения»

### Dansk Melodi Grand Prix 1992
Начиная с 1957 года датский телевещатель Датское радио (DR) отвечает за организацию отбора заявки на Евровидение и трансляцию конкурса. Все заявки от Дании выбирались через проведение национального финала под названием Dansk Melodi Grand Prix. Очередной выпуск Dansk Melodi Grand Prix состоялся 29 февраля 1992 года в Центре культуры и конгресса в Ольборге. Ведущими были Анна-Катрина Эрдорф, представлявшая Данию на Евровидение-1987 и Андерс Франдсен, представитель Дании на Евровидение-1991. Как и в предыдущих выпусках победитель определялся после двух раундов голосования. В первом раунде из десяти представленных песен пять объявлялись прошедшими во второй раунд без объявления подсчёта голосов. Во втором раунде телезрители определяли победителя из оставшихся пятерых конкурсантов через телефонные звонки. Шоу посмотрело 2,5 миллиона человек в Дании.
| Порядковый номер | Исполнитель                     | Название песни         | Автор(ы)                                     | Результат |
| ---------------- | ------------------------------- | ---------------------- | -------------------------------------------- | --------- |
| 1                | Бебиан Якобсен                  | Til en ven             | Финн Сковгаард Олсен                         | Не прошёл |
| 2                | Дорт Андерсен                   | Vild med dig           | Турид Нёрлунд Кристенсен, Ханна Юль Петерсен | Не прошёл |
| 3                | Лотте Нильссон и Кенни Любке    | Alt det som ingen ser  | Карстен Варминг                              | Прошёл    |
| 4                | Анна Карин и Ханс Даль          | Som jeg ser dig        | Ханс Даль                                    | Не прошёл |
| 5                | Хольгер Нильсен                 | Frøken fjern           | Бо Мёллер, Дорт Квортруп Гейслинг            | Не прошёл |
| 6                | Линда Вильгельмсен              | En sommernat           | Линда Вильгельмсен                           | Прошёл    |
| 7                | Sweet Keld and the Hilda Hearts | Det vil vi da blæse på | Лотте Мейнке, Келд Хейк                      | Прошёл    |
| 8                | Зинди Лаурсен и Ян Парбер       | Sket igen              | Ян Парбер, Йес Керштейн                      | Прошёл    |
| 9                | Лиза-Лотте Норуп                | Livet spejler sig      | Хенрик Яндорф                                | Не прошёл |
| 10               | Fenders                         | Solens børn            | Палль Андреассен, Сьюзан Магнуссон           | Прошёл    |

| Порядковый номер | Исполнитель                     | Название песни         | Телеголосование | Место |
| ---------------- | ------------------------------- | ---------------------- | --------------- | ----- |
| 1                | Лотте Нильссон и Кенни Любке    | Alt det som ingen ser  | 6,438           | 1     |
| 2                | Линда Вильгельмсен              | En sommernat           | 4,564           | 4     |
| 3                | Sweet Keld and the Hilda Hearts | Det vil vi da blæse på | 2,900           | 5     |
| 4                | Зинди Лаурсен и Ян Парбер       | Sket igen              | 5,999           | 2     |
| 5                | Fenders                         | Solens børn            | 4,978           | 3     |

## На «Евровидении»
В Мальмё Нильссон и Любке выступали под номером 18, между Ирландией и Италией. По итогам голосования они заняли 12-е место из 23, набрав 47 очков. 12 очков датское жюри присудило вице-чемпиону конкурса, Великобритании.

### Голосование
| Очки      | Страна                                       |
| --------- | -------------------------------------------- |
| 12 баллов |                                              |
| 10 баллов |                                              |
| 8 баллов  |                                              |
| 7 баллов  | - Швеция                                     |
| 6 баллов  | - Израиль - Исландия - Люксембург - Норвегия |
| 5 баллов  | - Германия                                   |
| 4 балла   | - Испания                                    |
| 3 балла   | - Австрия - Великобритания                   |
| 2 балла   |                                              |
| 1 балл    | - Португалия                                 |

| Очки      | Страна         |
| --------- | -------------- |
| 12 баллов | Великобритания |
| 10 баллов | Ирландия       |
| 8 баллов  | Мальта         |
| 7 баллов  | Австрия        |
| 6 баллов  | Норвегия       |
| 5 баллов  | Исландия       |
| 4 балла   | Швеция         |
| 3 балла   | Германия       |
| 2 балла   | Израиль        |
| 1 балл    | Испания        |